# 透视大马
透视大马简称为TMI或Malaysian Insight，是馬來西亞一個三语新闻网站，内容涵盖马来西亚政治、经济、人物、每日课题、头条新闻以及其他议题的报道，于2017年3月31日创刊。
与需要政府发行许可的印刷出版物不同，马来西亚的网络媒体无需运营许可。但是，官方的互联网监管机构马来西亚通信与多媒体委员会（MCMC）拥有全面的权力来封锁被认为与国家利益背道而驰的网站。《透視大馬》的政治立场存有争议，虽然它声称是独立，但亲巫统的组织认为它的报道是批评国阵。

## 创立
《透視大馬》前身为《馬來西亞局內人》，后者於2008年2月25日創刊，在2014年成为英文財經報《The Edge》集團公司旗下的新闻网站。后来基於商業考量，於2016年3月15日宣布停刊。《馬來西亞局內人》的总编辑Jahabar Sadiq之后宣布他将创立一个新的新闻网站，但他拒绝透露资金的来源，只是说他花了10个月的时间说服了一些私募股权和商人向他提供了某种贷款。然后Jahabar Sadiq表示新网站将集中在政治上，其次是民间社会运动、种族和宗教问题以及国内经济。
Jahabar Sadiq随后带领其它《馬來西亞局內人》的前职员于2017年3月31日创立另一家网媒《透视大马》，并担任网站首席执行员兼总编辑。同年11月，为促进多元文化交流，《透视大马》增设中文版，由陈文贵担任新闻编辑。
2018年3月23日，《透视大马》突然宣布，由于网站浏览量未达到预定目标，也错过了启动付费机制的重要时机，《透视大马》网站将暂时停刊，感谢该网站的读者和所有工作人员，同时列出该网站58名员工，其中包括Jahabar本人。该网站也在一段时间后恢复营运。
2024年1月22日，《透视大马》突然宣布停止运营，其网站英文版最后一篇文章在午夜发布，马来版最后在早上7点停止发布，中文版最后一篇新闻则在下午5时。《马来邮报》援引公司内部匿名消息人士的说话称，员工被告知「无限期休假」，直到问题得到解决。原因是难以支付员工工资，这导致一些员工离开公司。内部人士亦向《东方日报》透露，自从2023年11月被PETRA集团收购以来，该集团就再也没发薪水给其员工。《透视大马》在停止一段时间后恢复营运，不过其员工被拖欠薪资的问题并未解决。10月2日，马来西亚半岛新闻从业员职工会（NUJ）与独立媒体运动（GERAMM）声援同行记者，要求雇主尽快支付欠薪。

## 争议
2017年12月9日，柔佛巫统中央代表哈丽扎阿都拉和槟城巫统大会代表莫哈末纳斯洛指控《透视大马》发布含有攻击和羞辱首相纳吉·阿都拉萨和国阵政府的报导，促请大马通讯及多媒体委员会展开调查。大马通讯及多媒体委员在接到有关投报后，传召包括总编辑Jahabar Sadiq在内的5名人士调查。大马媒体自由组织批评有关调查举动是政府在打压新闻自由。